# Túlio de Melo
Túlio Vinícius Fróes de Melo (Montes Claros, 1985. január 31. –) brazil labdarúgó, a spanyol Real Valladolid csatára. Rendelkezik francia állampolgársággal is.